# István Donogán
István Donogán (* 13. Dezember 1897 in Senta; † 25. November 1966 in Budapest) war ein ungarischer Diskuswerfer.
Bei den Olympischen Spielen 1928 in Amsterdam schied er in der Qualifikation aus.
1932 wurde er Fünfter bei den Olympischen Spielen in Los Angeles, und 1934 gewann er Bronze bei den Leichtathletik-Europameisterschaften in Turin.
1931 und 1935 wurde er Ungarischer Meister. Seine persönliche Bestleistung von 48,86 m stellte er am 12. August 1934 in Budapest auf.